# Köröstarcsa
Köröstarcsa é um município da Hungria, situado no condado de Békés. Tem 62,8 km² de área e sua população em 2015 foi estimada em 2.316 habitantes.